# Gaston Tong Sang
Gaston Tong Sang (sinh ngày 7 tháng 8 năm 1949 tại Bora Bora) là cựu Thống đốc Polynésie thuộc Pháp. Ông giữ ba nhiệm kỳ Thống đốc Polynésie thuộc Pháp từ tháng 11 năm 2009 cho đến tháng 4 năm 2011, từ tháng 4 năm 2008 cho đến tháng 2 năm 2009 và từ tháng 12 năm 2006 cho đến tháng 9 năm 2007. Ông hiện là người đứng đầu của đảo Bora-Bora. Ông là một người gốc Trung Hoa, và là một thành viên sáng lập của chính đảng thân Pháp Tahoera'a Huiraatira tại Polynésie thuộc Pháp.

## Tiểu sử
Tong Sang sinh tại Bora Bora. Mẹ của ông là Aren Siou Moun, được gọi là Mama Are, bà đã qua đời năm 2007. Ông học trung học tại Lycée-collège La Mennais ở thủ phủ Papeete, tốt nghiệp tú tài vào năm 1968. Sau đó ông đến Mẫu quốc và theo học tại Lycée Michel-Montaigne ở Bordeaux, rồi được nhận vào ngành xây dựng dân dụng tại Hautes études d'ingénieur ở Lille và tốt nghiệp kỹ sư năm 1973. Ông cũng hoàn thành CHEBAP ở Le Centre des hautes études de la Construction tại Paris.

## Thống đốc Polynésie thuộc Pháp
Tong Sang là ứng cử viên thống đốc của đảng Tahoera'a Huiraatira trong cuộc bầu cử thống đốc Polynésie thuộc Pháp vào tháng 3 năm 2005, song ông đã bị Oscar Temaru đánh bại (ông được 26 phiếu còn Temaru được 29 phiếu). Ngày 26 tháng 12 năm 2006, Tong Sang được bầu làm thống đốc với 31 phiếu.
Ngày 18 tháng 1 năm 2007, chính phủ mới của Tong Sang đã vượt qua một đề nghị bất tín nhiệm do đảng của cựu thống đốc Oscar Temaru đưa ra. Chỉ có 26 nghị sĩ bỏ phiếu thuận trong cuộc bỏ phiếu bất tín nhiệm, và cần ba phiếu nữa để nó được thông qua.
Sau một số sự kiện chính trị, Đảng Thống nhất vì Dân chủ của Temaru lại đưa ra đề nghị bất tín nhiệm đối với Tong Sang vào ngày 29 tháng 8 năm 2007. Chính đảng này cho rằng đề xuất bất tín nhiệm chống lại Tong Sang dựa trên thực tế rằng ông chỉ nhận được sự ủng hộ nhỏ trong Nghị viện và rằng Tong Sang đã mất tính hợp pháp để cầm quyền. Đảng Tahoeraa Huiraatira khi đó đã kêu gọi Tong Sang từ chức trước cuộc bỏ phiếu. Tong Sang từ chối lời kêu gọi từ đảng của mình.
Gaston Tong Sang bị loại ra khỏi cương vị và chính phủ của ông sụp đổ sau một cuộc bỏ phiếu bất tín nhiệm vào ngày 31 tháng 8 năm 2007. Đề xuất chống lại Tong Sang đã được một đa số gồm 35 thành viên Nghị viện thông qua, bao gồm cả một số thành viên trong đảng Tahoera'a Huiraatira. Tong Sang đã cố gắng duy trì chính phủ của mình bằng việc đề nghị cho Tahoer'a Huiraatira 7 ghế bộ trưởng song đảng này từ chối. Hành động chống lại Tong Sang này là lần đầu tiên đảng Đảng Thống nhất vì Dân chủ của Oscar Temaru và đảng Tahoera'a Huiraatira của Gaston Flosse's lập liên minh trên thực tế để loại bỏ một chính phủ Polynésie thuộc Pháp.
Tong Sang tiếp tục giữ vị trí trong chính phủ lâm thời cho đến khi cuộc bầu cử mới được tổ chức vào ngày 10 tháng 9 năm 2007. Chính phủ của Tong Sang là chính phủ Polynésie thuộc Pháp thứ ba sụp đổ do một đề xuất bất tín nhiệm trong ba năm, điều này đã thúc giục cải cách. Vào ngày 14 tháng 9 năm 2007, Temaru được bầu làm Thống đốc Polynésie thuộc Pháp lần thứ ba trong ba năm, thay thế Tong Sang.
Tong Sang sau đó lập ra một đảng mới mang tên O Porinetia To Tatou Ai'a vào ngày 1 tháng 10 năm 2007. Ngày 15 tháng 4 năm 2008, Tong Sang lại trở thành Thống đốc sau một cuộc bỏ phiếu bất tín nhiệm chống lại Gaston Flosse. Song ông lại từ chức vào ngày 8 tháng 2 năm 2009, và Oscar Temaru lại một lần nữa trở thành thống đốc kế nhiệm của Tong Sang trong cuộc bầu cử thống đốc vào ngày 12 tháng 2 năm 2009.
Ông lại trở thành thống đốc vào ngày 25 tháng 11 năm 2009 sau khi Temaru thất bại trong một cuộc bỏ phiếu bất tín nhiệm. Sau đó, bản thân ông lại thất bại trong cuộc bỏ phiếu bất ín nhiệm vào ngày 1 tháng 4 năm 2011.